# Calea ferată Oradea Est–Rogoz–Holod–Vașcău

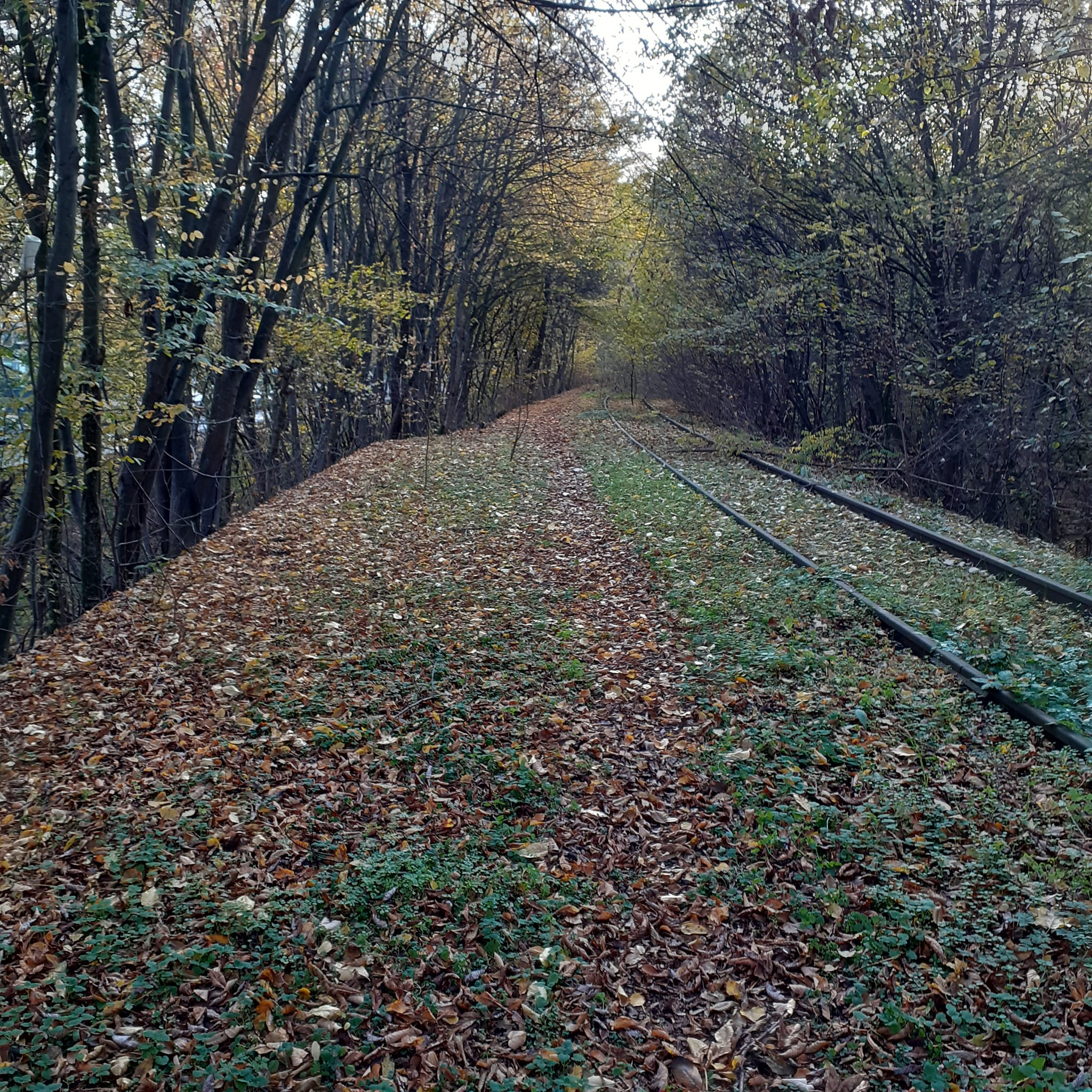
Calea ferată la Băile Felix

Calea ferată Oradea Est–Tășad este o cale ferată secundară în România, pe care nu se mai circulă. Ea traversează regiunea Crișana prin Dealurile Tășadului și Depresiunea Beiușului de-a lungul râului Crișul Negru. 

## Istoric
În anul 1884 s-a aprobat și a început construcția liniei ferate Oradea–Beiuș–Vașcău. Această cale ferată, în lungime totală de 116,70 km, a fost dată în folosință pe porțiuni: la data de 14 mai 1885 s-a dat în folosință tronsonul Oradea–Rontău–Băile Felix (6.42 km), la data de 16 iunie 1886 s-a dat în folosință tronsonul Rontău–Ceica (24.37 km), la data de 19 iulie 1887 s-a dat în folosință tronsonul Ceica–Beiuș (53.56 km), iar la data de data de 14 noiembrie 1887 au fost dat în folosință tronsoanele Beiuș–Vașcău și Sâmbăta–Dobrești. Întregul traseu avea 116.70 km iar construcția lui a costat doar 20,000 de florini pe kilometru, respectiv o sumă totală de 2.334 milioane de florini (MSE, 1895).

## Situația actuală
Linia este închisă între stațiile Oradea - Băile Felix, închisă definitiv între stațiile Băile Felix - Holod și închisă între stațiile Holod - Vașcău. 
Deci, linia este total inchisă. 